# Buhedera

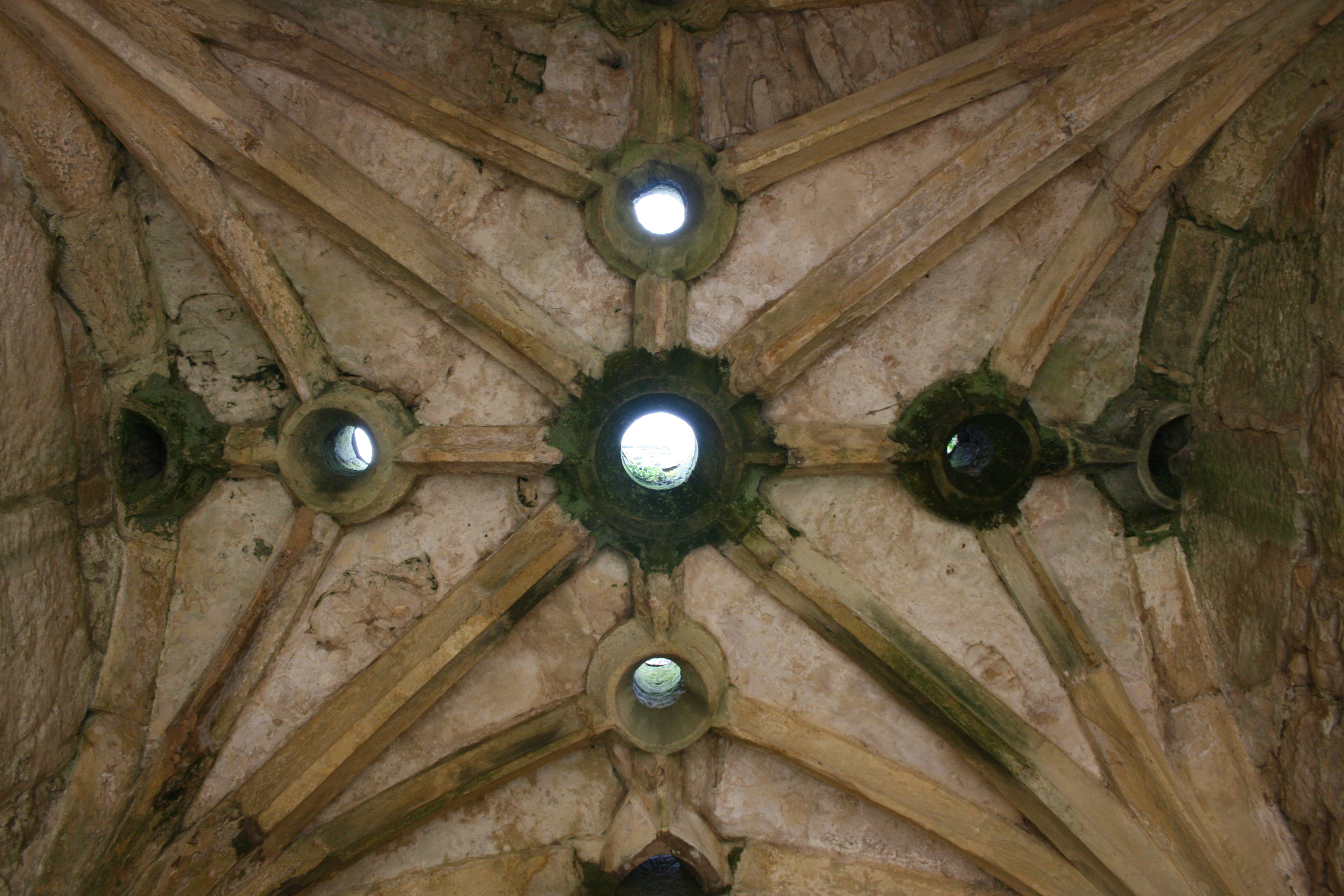
Buhederas en el castillo de Bodiam

Una buhedera o buhera es un agujero en el techo de una puerta o pasadizo en una fortificación a través del cual los defensores podrían disparar, arrojar o verter sustancias u objetos nocivos como rocas, flechas, agua hirviendo, arena caliente, cal viva o brea hirviendo ., abajo sobre los atacantes. Rara vez se utilizaba brea hirviendo debido a su coste

## Etimología
La palabra buhedera deriva del castellano antiguo 'buhar, a su vez de origen onomatopéyico.

## Buhedera y matacanes
Unos agujeros similares, llamados matacanes, a menudo se construían en los muros cortina de los castillos, casas señoriales fortificadas y las murallas de las ciudades . El parapeto se proyectaba sobre ménsulas de modo que los agujeros se ubicaban sobre la cara exterior del muro, lo que permitía a los defensores apuntar a los atacantes que se encontrasen en la base del muro. La principal diferencia entre estas dos características está en su ubicación. Las buhederas se encuentran en el interior de los castillos y otros edificios fortificados, sobre todo en la entrada. Su supuesta intención era disuadir (o matar) a los invasores una vez que hubiesen traspasado los muros, aunque se ha sugerido que en algunos casos también pudrían haber facilitado actividades más prosaicas, como la comunicación entre los diferentes niveles de las fortificaciones. Por ejemplo, la buhedera del castillo de Audley en el condado de Down en Irlanda del Norte, no está ubicado sobre el umbral principal, sino sobre la entrada a una habitación interior.

## Ubicación
En las casas torre, a menudo consideradas etiológicamente como pequeños castillos, la ubicación más común para estas características es sobre el vestíbulo, el equivalente efectivo a ubicarlas sobre una puerta de entrada en un castillo real. Cabe señalar que la mayoría, si no todas, las buhederas tan sólo una vista restringida de los vestíbulos inferiores, lo que respalda la idea de hubiera otros usos de las mismas. Sin embargo, se han descrito buhederas en una variedad de áreas dentro de edificios fortificados, y no existe una fórmula completamente confiable para su ubicación. La buhedera del castillo de Tully del condado de Fermanagh en Irlanda del Norte, está ubicada en la parte central del primer piso de la casa, al oeste de un muro transversal y perfora la bóveda de la cámara inferior.  

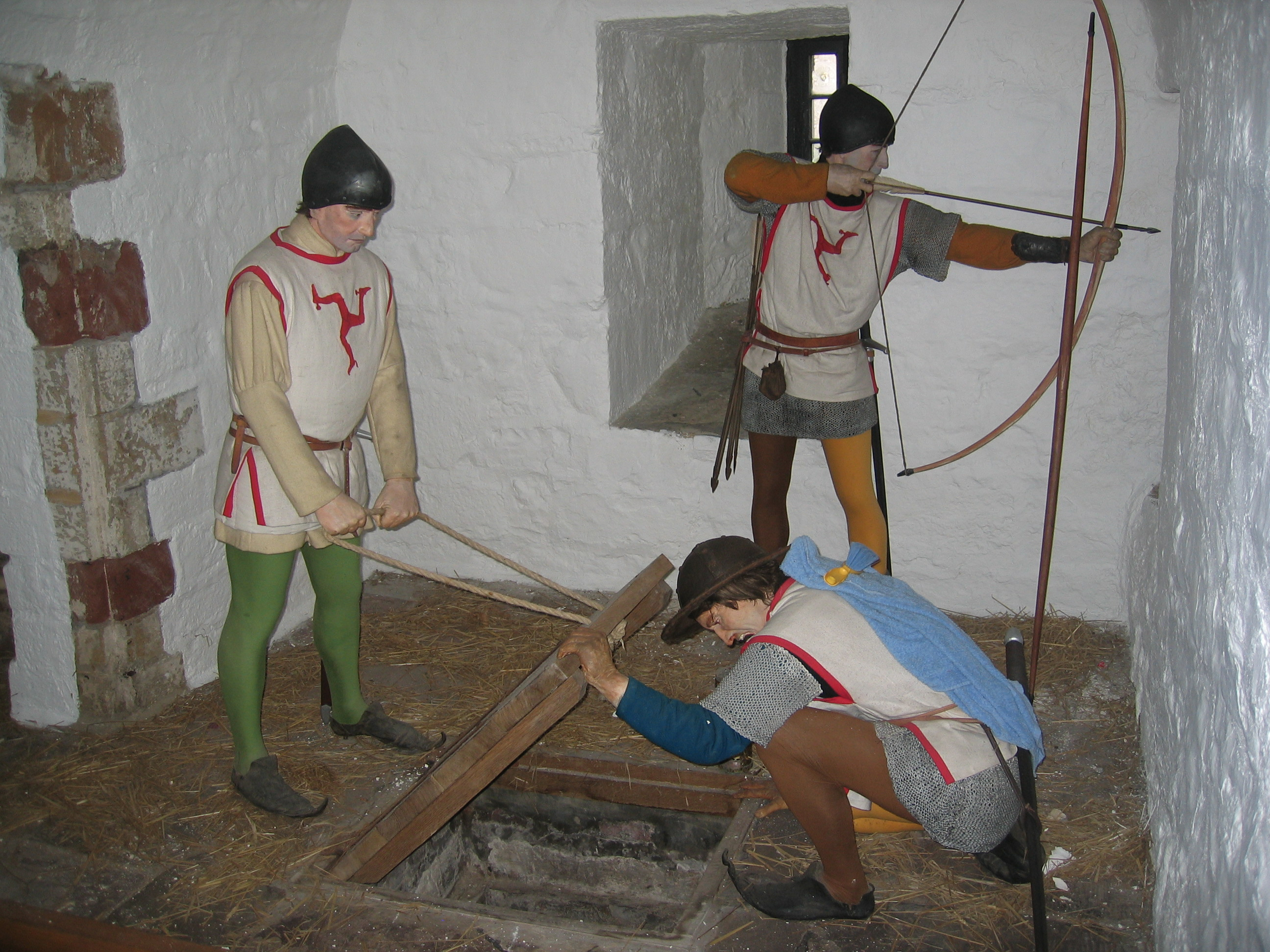
Foto de una representación del uso de una buhedera en el castillo de Rushen.
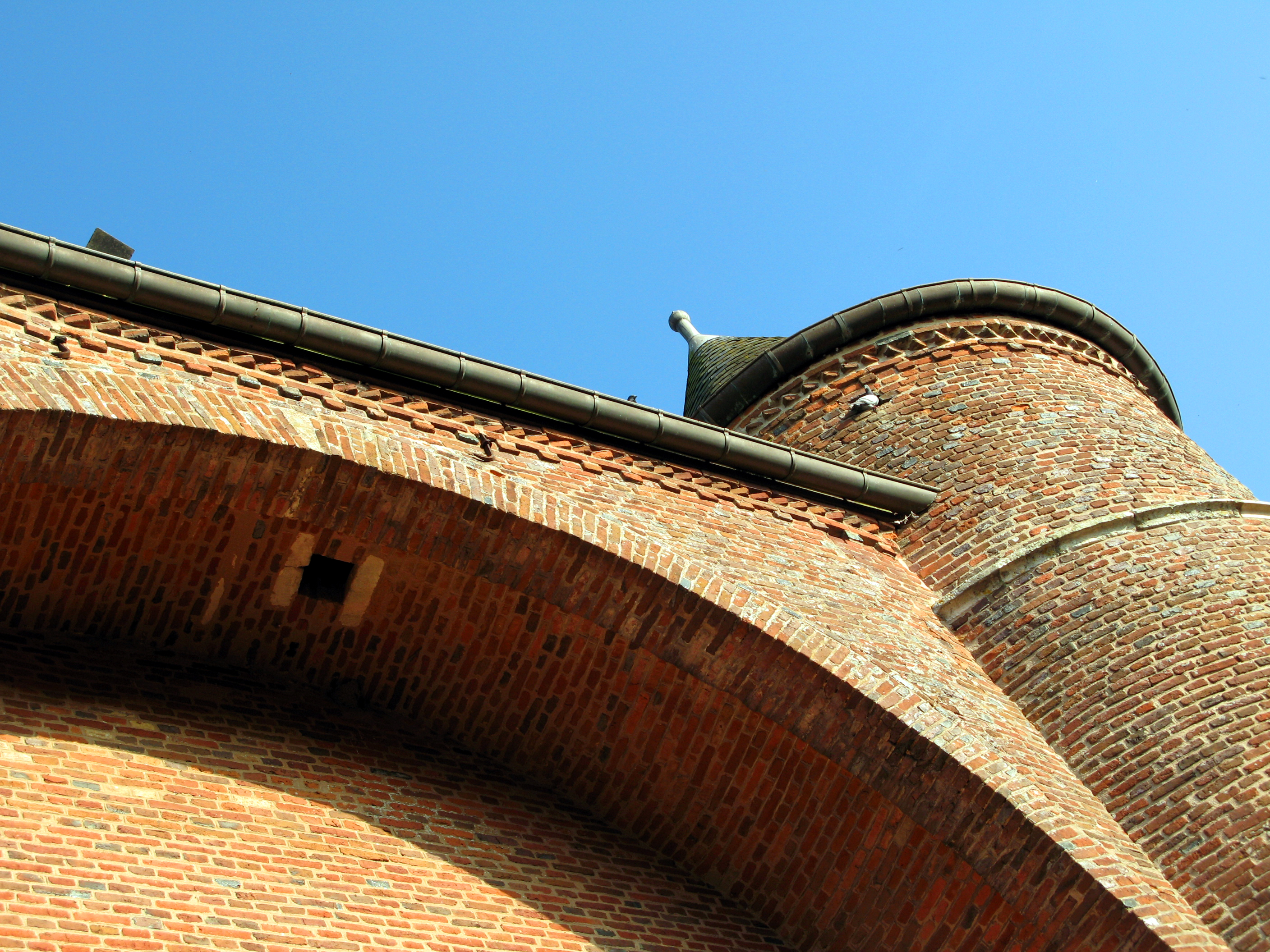
Buhedera en la arcada de una iglesia fortificada.
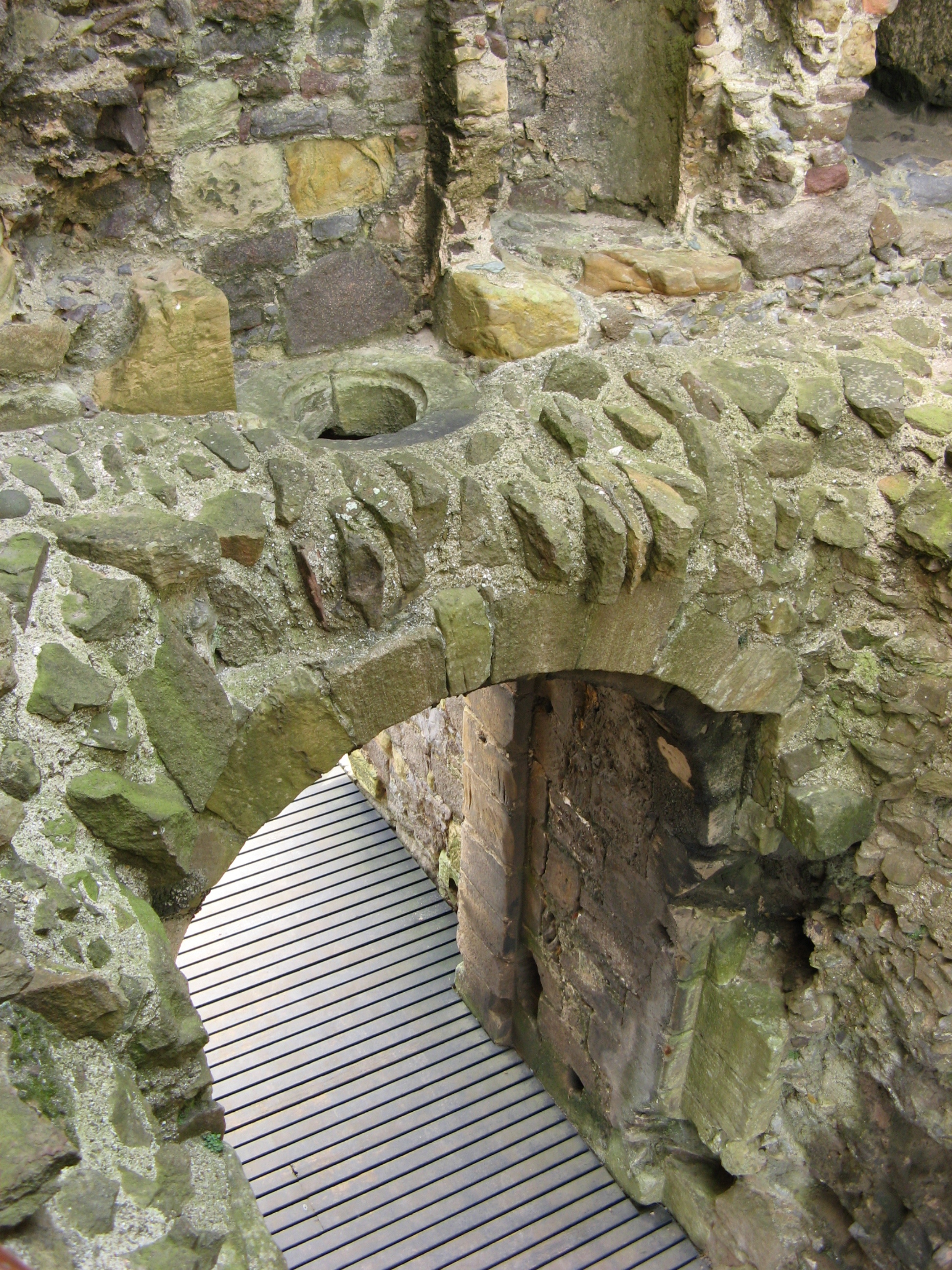
Foto de una buhedera en el castillo de Dirleton.
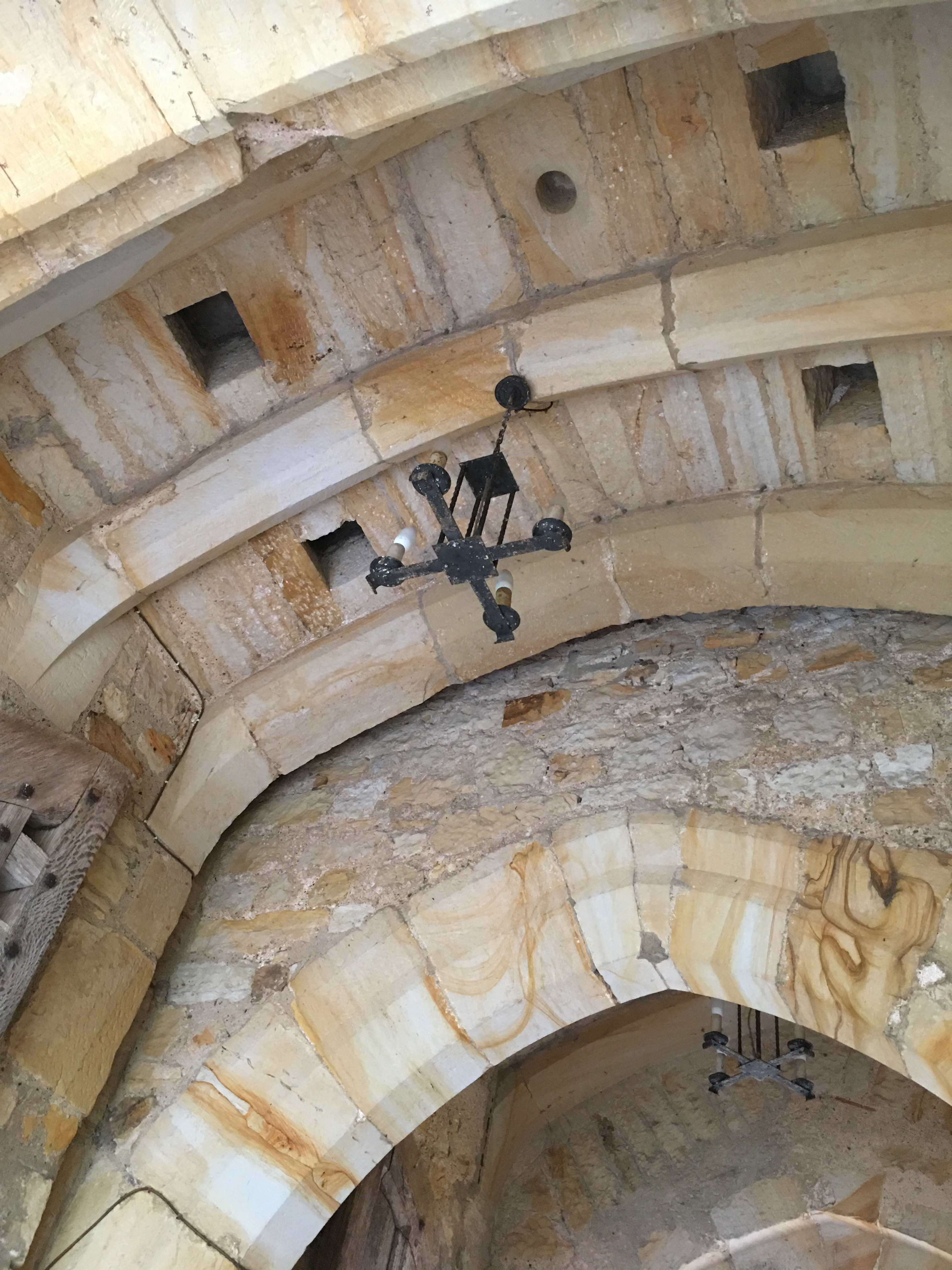
Foto de una buhedera en la garita del castillo de Hever